# 高辻通

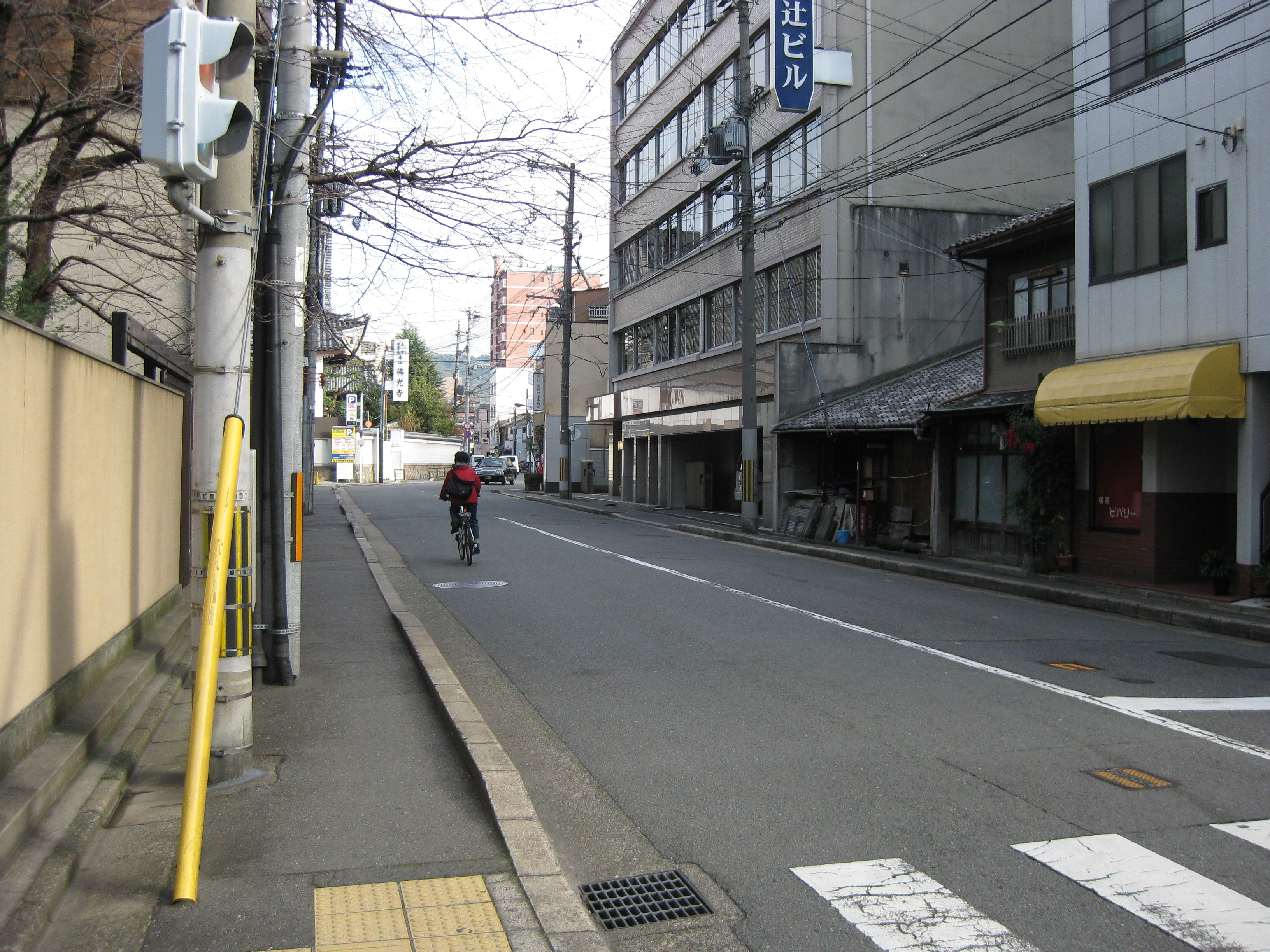
高辻通、東洞院通から東を望む。

高辻通（たかつじどおり）は、京都市の東西の通りの一つ。平安京の高辻小路にあたる。東は鴨川右岸堤防から西は梅津街道まで。
途中天神通から阪急京都本線に突き当たるまでの区間では一筋北を高辻北通（たかつじきたどおり）が、一筋南を高辻南通（たかつじみなみどおり）が並行している。

## 概要
通りの名前は、醒ヶ井通との交差点付近が洛中で一番高い所であったことに由来する。豊臣秀吉によって佛光寺が現在の地に移されてから、近世までは佛光寺の南に面するこの通りを仏光寺通と呼び、現在の仏光寺通を五条坊門通と呼ぶこともあった。また江戸時代には通りの柳馬場通から東洞院通にかけて薮があったため、薮の下通とも呼ばれていた。
昭和初期までは家具屋街として栄えたが、太平洋戦争末期に軍による強制疎開で道幅が拡幅されたため、沿道の住宅や店舗はことごとく姿を消すこととなる。大宮通以西は昭和に都市計画道路として建設された。
現在の通りは山陰本線 - 御前通の区間を除いて2車線が確保されており、四条通 - 五条通間の東西の通りの中で唯一の2車線道路として交通量が多い。河原町通から堀川通にかけての沿道には繊維問屋が多く、西方には染物の事業所が多いのが特徴的である。なお、北緯35度線が、高辻通南側を並行して通っている。

## 沿道の主な施設
- 夕顔塚
- 佛光寺
- ホテル日航プリンセス京都
- 京都銀行本店
- 下京警察署
- 菅大臣天満宮
- 遠藤剛熈美術館
- 友禅美術館
- 京都市立松原中学校
- 京都市立西院中学校
- 右京郵便局

## 交差する主な道路など
- 交差する道路の特記が無いものは、主要地方道を除く市道。

| 交差する道路 北← 高辻通 →南         | 交差する道路 北← 高辻通 →南         | 交差する場所 | 交差する場所 |                  |
| ----------------------------------- | ----------------------------------- | ------------ | ------------ | ---------------- |
| <木屋町通>                          | <木屋町通>                          | 下京区       |              | 東↑ ∧高辻通∨ ↓西 |
| 府道32号下鴨京都停車場線 <河原町通> | 府道32号下鴨京都停車場線 <河原町通> | 下京区       | 河原町高辻   | 東↑ ∧高辻通∨ ↓西 |
| <寺町通>                            | <寺町通>                            | 下京区       | 寺町通       | 東↑ ∧高辻通∨ ↓西 |
| <御幸町通>                          | <御幸町通>                          | 下京区       | 御幸町通     | 東↑ ∧高辻通∨ ↓西 |
| <富小路通>                          | <富小路通>                          | 下京区       | 富小路通     | 東↑ ∧高辻通∨ ↓西 |
| 国道367号 <烏丸通>                  | 国道367号 <烏丸通>                  | 下京区       | 烏丸高辻     | 東↑ ∧高辻通∨ ↓西 |
| <西洞院通>                          | <西洞院通>                          | 下京区       | 西洞院高辻   | 東↑ ∧高辻通∨ ↓西 |
| 府道38号京都広河原美山線 <堀川通>   | 府道38号京都広河原美山線 <堀川通>   | 下京区       | 堀川高辻     | 東↑ ∧高辻通∨ ↓西 |
| <大宮通>                            | <大宮通>                            | 下京区       | 大宮高辻     | 東↑ ∧高辻通∨ ↓西 |
| <壬生川通>                          | <壬生川通>                          | 中京区       | 壬生川高辻   | 東↑ ∧高辻通∨ ↓西 |
| <千本通>                            |                                     | 中京区       |              | 東↑ ∧高辻通∨ ↓西 |
| 山陰本線                            |                                     | 中京区       |              | 東↑ ∧高辻通∨ ↓西 |
| <御前通>                            |                                     | 中京区       |              | 東↑ ∧高辻通∨ ↓西 |
| 市道181号京都環状線 <西大路通>      | 市道181号京都環状線 <西大路通>      | 右京区       |              | 東↑ ∧高辻通∨ ↓西 |
| 阪急京都本線                        | 阪急京都本線                        | 右京区       | 中道踏切道   | 東↑ ∧高辻通∨ ↓西 |
| <葛野大路通>                        | <葛野大路通>                        | 右京区       | 高辻葛野大路 | 東↑ ∧高辻通∨ ↓西 |
| 国道162号 <天神川通>                | 国道162号 <天神川通>                | 右京区       | 天神川高辻   | 東↑ ∧高辻通∨ ↓西 |
| <葛野西通>                          | <葛野西通>                          | 右京区       | 高辻葛野西通 | 東↑ ∧高辻通∨ ↓西 |
| 府道132号太秦上桂線 <梅津街道>      | 府道132号太秦上桂線 <梅津街道>      | 右京区       | 高辻梅津街道 | 東↑ ∧高辻通∨ ↓西 |